# Pseudobankesia
Pseudobankesia é um gênero de mariposa pertencente à família Acrolophidae.